# "The Spaghetti Incident?"
"The Spaghetti Incident?" és el cinquè àlbum de la banda estatunidenca de hard rock Guns N' Roses, editat el 23 de novembre de 1993.
És un disc especial, ja que es tracta només de versions de temes d'altres grups, principalment de punk rock i hard rock de finals de la dècada del 1970 i començaments de la dècada del 1980, amb l'excepció del tema que obre el disc, «Since I Don't Have You», gravat originàriament per The Skyliners el 1958. El març de 2018, se n'havien venut 6.100.000 còpies arreu del món.

## Curiositats
«Look at Your Game, Girl» és un tema ocult; comença als 2:17 minuts després de finalitzar «I Don't Care About You».

## Llista de cançons
| Número | Títol                                     | Autor(s)                                                  | Artista original     | Durada |
| ------ | ----------------------------------------- | --------------------------------------------------------- | -------------------- | ------ |
| 1      | «Since I Don't Have You»                  | Joseph Rock, James Beaumont                               | The Skyliners        | 4:20   |
| 2      | «New Rose»                                | Brian James                                               | The Damned           | 2:38   |
| 3      | «Down on the Farm»                        | Alvin Gibbs, Charlie Harper, Nicholas Garrett             | U.K. Subs            | 3:29   |
| 4      | «Human Being»                             | Johnny Thunders, David Johansen                           | New York Dolls       | 6:48   |
| 5      | «Raw Power»                               | Iggy Pop, James Williamson                                | The Stooges          | 3:12   |
| 6      | «Ain't It Fun»                            | Cheetah Chrome, Peter Laughner                            | Dead Boys            | 5:06   |
| 7      | «Buick Mackane (Big Dumb Sex)»            | Marc Bolan / Chris Cornell                                | T. Rex / Soundgarden | 2:40   |
| 8      | «Hair of the Dog»                         | Dan McCafferty, Pete Agnew, Manny Charlton, Darrell Sweet | Nazareth             | 3:55   |
| 9      | «Attitude»                                | Glenn Danzig                                              | The Misfits          | 1:27   |
| 10     | «Black Leather»                           | Steve Jones, Paul Cook                                    | The Professionals    | 4:09   |
| 11     | «You Can't Put Your Arms Around a Memory» | Johnny Thunders                                           | Johnny Thunders      | 3:35   |
| 12     | «I Don't Care About You»                  | Lee Ving                                                  | Fear                 | 4:51   |
| 13     | «Look at Your Game, Girl»                 | Charles Manson                                            | Charles Manson       | 2:34   |

## Membres
- Axl Rose: veu, teclats i mirlitó.
- Slash: guitarra solista, guitarra rítmica, veu, segona veu.
- Gilby Clarke: guitarra rítmica
- Duff McKagan: baix, veu, segona veu, guitarra acústica, bateria.
- Matt Sorum: bateria, percussions, segona veu.
- Dizzy Reed: teclats, piano, segona veu.

Col·laboracions
- Michael Monroe – veu a «Ain't It Fun»
- Mike Staggs – guitarra addicional a «Ain't It Fun»
- Mike Fasano – percussió a «Hair of the Dog»
- Richard Duguay – guitarres solista i rítmica a «You Can't Put Your Arms Around a Memory»
- Eddie Huletz – segona veu a «You Can't Put Your Arms Around a Memory»
- Blake Stanton – segona veu a «I Don't Care About You»
- Eric Mills – segona veu a «I Don't Care About You»
- Rikki Rachtman – segona veu a «I Don't Care About You»
- Stuart Bailey – segona veu a «I Don't Care About You»